# Memoari koji će poslužiti povijesti jakobinizma
Memoari koji će poslužiti povijesti jakobinizma (fran. Mémoires pour servir à l’histoire du Jacobinisme) knjiga je francuskog isusovačkog svećenika Augustina Barruela. Napisana i objavljena na francuskom jeziku između 1797. i 1798. godine, a na engleski je prevedena 1799. godine.
U ovoj knjizi Barruel tvrdi da je Francuska revolucija rezultat pomno planirane urote s ciljem rušenja prijestolja, oltara i aristokratskog poretka u Europi. Prema njegovim tvrdnjama, urotu je osmislila koalicija prosvjetiteljskih intelektualaca, slobodnih zidara i Reda Iluminata. Ti su urotnici navodno stvorili sustav koji su kasnije preuzeli jakobinci te ga doveli do vrhunca svoje moći. Memoari nastoje razotkriti revoluciju kao vrhunac dugotrajnih subverzivnih nastojanja. Iako Barruel nije bio prvi koji je iznosio ovakve tvrdnje, on ih je prvi predstavio u cjelovitom povijesnom kontekstu i uz dosad neviđenu količinu dokaza. Prva tri sveska knjige posvećena su zasebnim analizama ključnih sudionika urote, dok četvrti pokušava sve te elemente objediniti u prikaz jakobinaca tijekom Francuske revolucije.
Ova knjiga predstavlja jedan od temeljnih dokumenata desničarske interpretacije Francuske revolucije. Odmah po objavljivanju stekla je veliku popularnost i bila predmet rasprava u većini važnih književnih i političkih časopisa tog vremena. Njezina četiri sveska prevedena su na više jezika te su potaknula široku debatu o ulozi philosophesa (prosvjetiteljskih intelektualaca), njihovih ideja i prosvjetiteljstva u događajima revolucije. Knjiga je ostala u tisku sve do 20. stoljeća, značajno utječući na povijesna tumačenja kasnog 18. stoljeća u Francuskoj.
Uspjeh Barruelova djela svjedoči o raširenom antiprosvjetiteljskom diskursu koji je nastao nakon revolucije. Njegova interpretacija prosvjetiteljstva imala je dugotrajan utjecaj, oblikujući kasnije povijesne analize. Barruel je svoje optužbe vješto povezao s ključnim akterima i smjestio ih u narativ iz kojeg je bilo teško pobjeći. Njegovo djelo uspostavilo je čvrstu vezu između prosvjetiteljstva i revolucije – vezu koja i danas ostaje predmetom povijesnih rasprava.